# Unité urbaine de Prayssac
L'unité urbaine de Prayssac est une unité urbaine française centrée sur la ville de Prayssac, dans les départements du Lot.

## Données globales
En 2010, selon l'Insee, l'unité urbaine de Prayssac est composée de quatre communes.

## Composition de l'unité urbaine
La liste ci-dessous, établie par ordre alphabétique, indique les communes appartenant à l'unité urbaine de Prayssac, selon la nouvelle délimitation de 2010, avec leur population municipale, issue du recensement le plus récent  :
| Nom             | Code Insee | Département | Statut       | Superficie (km2) | Population (dernière pop. légale) | Densité (hab./km2) | Modifier                                    |
| --------------- | ---------- | ----------- | ------------ | ---------------- | --------------------------------- | ------------------ | ------------------------------------------- |
| Anglars-Juillac | 46005      | Lot         | banlieue     | 5,48             | 334 (2022)                        | 61                 | modifier les données · modifier les données |
| Castelfranc     | 46062      | Lot         | banlieue     | 5,71             | 425 (2022)                        | 74                 | modifier les données · modifier les données |
| Pescadoires     | 46218      | Lot         | banlieue     | 3,28             | 186 (2022)                        | 57                 | modifier les données · modifier les données |
| Prayssac        | 46225      | Lot         | ville-centre | 24,05            | 2 500 (2022)                      | 104                | modifier les données · modifier les données |

## Évolution démographique
L'évolution démographique ci-dessous concerne l'unité urbaine selon le périmètre défini en 2010.
| 1968  | 1975  | 1982  | 1990  | 1999  | 2009  | 2014  |
| ----- | ----- | ----- | ----- | ----- | ----- | ----- |
| 2 871 | 2 892 | 2 996 | 3 060 | 3 172 | 3 353 | 3 409 |

| 2015  | 2021  | - | - | - | - | - |
| ----- | ----- | - | - | - | - | - |
| 3 372 | 3 408 | - | - | - | - | - |